# Акоста, Александр
Рене Александр (Алекс) Акоста (англ. Rene Alexander "Alex" Acosta; род. 16 января 1969, Майами, Флорида) — декан юридического факультета Международного университета Флориды и бывший Федеральный прокурор США. Занимал должность Министра труда с 28 апреля 2017 года по 19 июля 2019 года

## Биография
Родился 16 января 1969 в Майами, Флорида. Акоста — сын кубинских иммигрантов. После окончания школы поступил в Гарвард-колледж, по окончании которого получил степень бакалавра. Позднее получил степень доктора права в Гарвардской школе права.
После окончания Гарварда работал судебным клерком у Сэмюеля Алито, затем судьёй Апелляционного суда третьего округа. Затем переехал в Вашингтон для работы в юридической фирме Kirkland & Ellis, где специализировался на вопросах занятости и труда. Будучи в Вашингтоне преподавал в Университете Джорджа Мейсона трудовое и гражданское право.
С 1998 по 2000 Акоста был старшим научным сотрудником в социально-консервативном Ethics and Public Policy Center. 31 декабря 2013 года Акоста стал новым председателем крупнейшего испаноязычного банка во Флориде, одного из 15 крупнейших испаноязычных банков в стране.
12 июля 2019 года объявил об отставке с должности министра труда США в связи с его действиями десятью годами ранее на посту прокурора южной Флориды, когда были выдвинуты обвинения в сексуальных преступлениях против предпринимателя Джеффри Эпштейна.